# Gioco a somma zero
In teoria dei giochi, un gioco a somma zero descrive una situazione in cui il guadagno o la perdita di un partecipante è perfettamente bilanciato da una perdita o un guadagno di un altro partecipante in una somma uguale e opposta. Se alla somma totale dei guadagni dei partecipanti si sottrae la somma totale delle perdite, si ottiene zero.

## Definizione
La proprietà di somma zero (se uno guadagna, perde un altro) garantisce che qualsiasi risultato di un gioco a somma zero sia un ottimo paretiano. Invece situazioni in cui i partecipanti possono guadagnare o perdere insieme sono indicate come giochi non a somma zero. Ad esempio, se un paese con un eccesso di banane commercia con un altro paese che ha un eccesso di mele, entrambi trovano beneficio nella transazione: si è quindi di fronte a un gioco non a somma zero.

## Soluzioni
Per giochi a somma zero, finiti e con 2 giocatori, le soluzioni date dall'equilibrio di Nash, Minimax e Maximin coincidono se i giocatori utilizzano strategie miste.